# Streetlight Manifesto
Streetlight Manifesto es una banda estadounidense de música ska del estilo conocido como "ska californiano", proveniente de East Brunswick Nueva Jersey. El principal de la banda es Tomas Kalnoky.
Sacaron su primer disco, Everything Goes Numb, el 26 de agosto de 2003 con la productora Victory Records. Llenaron su primer concierto el 9 de diciembre del mismo año en la Universidad Rutgers en Nueva Jersey.
Varios de los miembros de la banda son muy conocidos en Nueva Jersey en la third wave ska, por sus canciones.

## Integrantes
Los integrantes de esta banda,son:
- Tomas Kalnoky (guitarra y voz principal)
- Mike Brown (Baritorne)
- Jim Conti (saxofón alto/tenor)
- Dan Ross (saxofón alto/tenor)
- Peter McCullough (bajo)
- Karl Lyden (trombonista)
- Dylan Huber (trompeta)
- Chris Thatcher (batería)

## Discografía
- 2003: Everything Goes Numb

```
  01. Everything Went Numb 
  02. That'll Be The Day
  03. Point / Counterpoint
  04. If And When We Rise Again
  05. A Better Place, A Better Time
  06. We Are The Few
  07. Failing, Flailing
  08. Here's To Life
  09. A Moment Of Silence
  10. A Moment Of Violence
  11. The Saddest Song
  12. The Big Sleep
```

- 2007: Somewhere in the Between

```
  01. We Will Fall Togheter
  02. Down, Down, Down To Mephisto's Cafe
  03. Would You Be Impressed?
  04. One Foot On The Gas, One Foot In The Grave
  05. Watch It Crash
  06. Somewhere In The Between
  07. Forty Days
  08. The Blonde Lead The Blind
  09. The Receiving End Of It All
  10. What A Wicked Gang Are We
```

- 2010: 99 Songs of Revolution Vol. 1

```
 01. Birds Flying Away (3:27)
 02. Hell (2:56)
 03. Just (3:00)
 04. Skyscraper (2:40)
 05. Punk Rock Girl (2:17)
 06. Linoleum (2:44)
 07. Me And Julio Down By The Schoolyard (2:27)
 08. They Provide The Paint (3:33)
 09. Red Rubber Ball (2:49)
 10. The Troubadour (3:33)
 11. Such Great Heights (3:30)
```

- 2013: The Hands That Thieve

```
  01. The Three Of Us 
  02. Ungrateful
  03. The littlest things
  04. The Hands That Thieve
  05. With Any Sort Of Certainty
  06. If Only For Memories
  07. They Broke Him Down
  08. Toe To Toe
  09. Oh Me, Oh My
  10. Your Day Will Come
```